# Helperby
Helperby is een civil parish in het bestuurlijke gebied Hambleton, in het Engelse graafschap North Yorkshire met 520 inwoners.

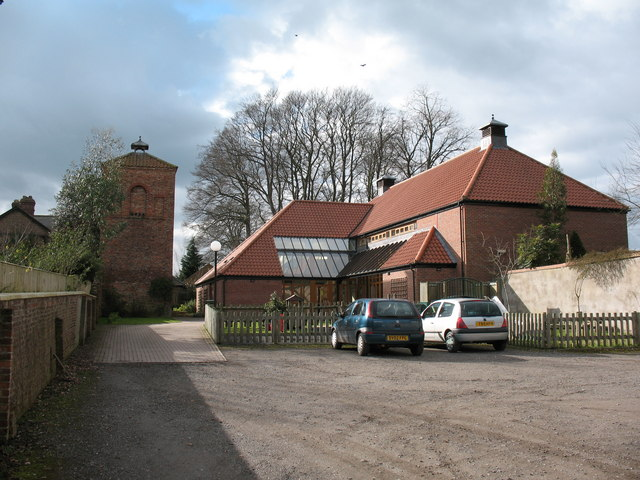
Millennium Hall